# Occhieppo Inferiore
Occhieppo Inferiore ist eine Gemeinde mit 3759 Einwohnern (Stand 31. Dezember 2023) in der italienischen Provinz Biella (BI), Region Piemont.
Die Nachbargemeinden sind Biella, Camburzano, Mongrando, Occhieppo Superiore und Ponderano.
Das Gemeindegebiet umfasst eine Fläche von vier km².